# قهرمانی جودو آسیا ۲۰۱۶
جودو قهرمانی آسیا ۲۰۱۶ بیست و ششمین دوره از رقابت‌های قهرمانی آسیا می‌باشد که از ۱۵ تا ۱۷ آوریل ۲۰۱۶ در تاشکند، ازبکستان برگزار گردید.

## خلاصه مدال‌ها

### مردان
| رویداد                | طلا                                 | نقره                        | برنز                                |
| خیلی سبک‌وزن ۶۰– ک‌گ    | یلدوس اسمتوف · قزاقستان             | دیاربک اورازبائف · ازبکستان | تسند-اوچیرین تسوگتباتار · مغولستان  |
| خیلی سبک‌وزن ۶۰– ک‌گ    | یلدوس اسمتوف · قزاقستان             | دیاربک اورازبائف · ازبکستان | Yuma Oshima · ژاپن                  |
| نیمه سبک‌وزن ۶۶– ک‌گ    | Dovdony Altansükh · مغولستان        | علیرضا خجسته · ایران        | Davaadorjiin Tömörkhüleg · مغولستان |
| نیمه سبک‌وزن ۶۶– ک‌گ    | Dovdony Altansükh · مغولستان        | علیرضا خجسته · ایران        | Yeldos Zhumakanov · قزاقستان        |
| سبک‌وزن ۷۳– ک‌گ         | سویچی هاشیموتو · ژاپن               | Didar Khamza · قزاقستان     | Mirali Sharipov · ازبکستان          |
| سبک‌وزن ۷۳– ک‌گ         | سویچی هاشیموتو · ژاپن               | Didar Khamza · قزاقستان     | Sun Shuai · چین                     |
| نیمه میان‌وزن ۸۱– ک‌گ   | Nyamsürengiin Dagvasüren · مغولستان | ناصیف الیاس · لبنان         | سعید ملایی · ایران                  |
| نیمه میان‌وزن ۸۱– ک‌گ   | Nyamsürengiin Dagvasüren · مغولستان | ناصیف الیاس · لبنان         | Aziz Kalkamanuly · قزاقستان         |
| میان‌وزن ۹۰– ک‌گ        | Komronshokh Ustopiriyon · تاجیکستان | Yusuke Kobayashi · ژاپن     | Ibrahim Khalaf · اردن               |
| میان‌وزن ۹۰– ک‌گ        | Komronshokh Ustopiriyon · تاجیکستان | Yusuke Kobayashi · ژاپن     | چنگ شونژائو · چین                   |
| نیمه سنگین‌وزن ۱۰۰– ک‌گ | نایدانگین توشینبایار · مغولستان     | Soyib Kurbonov · ازبکستان   | Ramziddin Sayidov · ازبکستان        |
| نیمه سنگین‌وزن ۱۰۰– ک‌گ | نایدانگین توشینبایار · مغولستان     | Soyib Kurbonov · ازبکستان   | Maxim Rakov · قزاقستان              |
| سنگین‌وزن ۱۰۰+ ک‌گ      | Kokoro Kageura · ژاپن               | عبدالله تانگریف · ازبکستان  | Iurii Krakovetskii · قرقیزستان      |
| سنگین‌وزن ۱۰۰+ ک‌گ      | Kokoro Kageura · ژاپن               | عبدالله تانگریف · ازبکستان  | Yerzhan Shynkeyev · قزاقستان        |
| تیمی                  | ازبکستان                            | مغولستان                    | قزاقستان                            |
| تیمی                  | ازبکستان                            | مغولستان                    | ژاپن                                |

### زنان
| رویداد               | طلا                                | نقره                            | برنز                                    |
| خیلی سبک‌وزن ۴۸– ک‌گ   | گالبادراخین اوتگونتستسگ · قزاقستان | مونخباتین اورانتستسگ · مغولستان | فونا توناکی · ژاپن                      |
| خیلی سبک‌وزن ۴۸– ک‌گ   | گالبادراخین اوتگونتستسگ · قزاقستان | مونخباتین اورانتستسگ · مغولستان | Kim Sol-mi · کرهٔ شمالی                  |
| نیمه سبک‌وزن ۵۲– ک‌گ   | Ai Shishime · ژاپن                 | ما یینگنان · چین                | گلبادام بابامرادوا · ترکمنستان          |
| نیمه سبک‌وزن ۵۲– ک‌گ   | Ai Shishime · ژاپن                 | ما یینگنان · چین                | Mönkhbaataryn Bundmaa · مغولستان        |
| سبک‌وزن ۵۷– ک‌گ        | دورجسورنگین سومیا · مغولستان       | Kim Jan-di · کرهٔ جنوبی          | Lien Chen-ling · تایوان                 |
| سبک‌وزن ۵۷– ک‌گ        | دورجسورنگین سومیا · مغولستان       | Kim Jan-di · کرهٔ جنوبی          | Anzu Yamamoto · ژاپن                    |
| نیمه میان‌وزن ۶۳– ک‌گ  | Marian Urdabayeva · قزاقستان       | Megumi Tsugane · ژاپن           | Tsend-Ayuushiin Tserennadmid · مغولستان |
| نیمه میان‌وزن ۶۳– ک‌گ  | Marian Urdabayeva · قزاقستان       | Megumi Tsugane · ژاپن           | یانگ جونشیا · چین                       |
| میان‌وزن ۷۰– ک‌گ       | Yoko Ono · ژاپن                    | Kim Seong-yeon · کرهٔ جنوبی      | Gulnoza Matniyazova · ازبکستان          |
| میان‌وزن ۷۰– ک‌گ       | Yoko Ono · ژاپن                    | Kim Seong-yeon · کرهٔ جنوبی      | ژو چائو · چین                           |
| نیمه سنگین‌وزن ۷۸– ک‌گ | ژانگ ژهوی · چین                    | ریکا تاکایاما · ژاپن            | Pürevjargalyn Lkhamdegd · مغولستان      |
| نیمه سنگین‌وزن ۷۸– ک‌گ | ژانگ ژهوی · چین                    | ریکا تاکایاما · ژاپن            | Sol Kyong · کرهٔ شمالی                   |
| سنگین‌وزن ۷۸+ ک‌گ      | Kim Min-jeong · کرهٔ جنوبی          | Gulzhan Issanova · قزاقستان     | Manami Inoue · ژاپن                     |
| سنگین‌وزن ۷۸+ ک‌گ      | Kim Min-jeong · کرهٔ جنوبی          | Gulzhan Issanova · قزاقستان     | Odkhüügiin Javzmaa · مغولستان           |
| تیمی                 | ژاپن                               | مغولستان                        | قزاقستان                                |
| تیمی                 | ژاپن                               | مغولستان                        | چین                                     |

## جدول مدال‌ها
| رتبه            | کشور            | طلا | نقره | برنز | مجموع |
| --------------- | --------------- | --- | ---- | ---- | ----- |
| ۱               | ژاپن            | ۵   | ۳    | ۵    | ۱۳    |
| ۲               | مغولستان        | ۴   | ۳    | ۶    | ۱۳    |
| ۳               | قزاقستان        | ۳   | ۲    | ۶    | ۱۱    |
| ۴               | ازبکستان        | ۱   | ۳    | ۳    | ۷     |
| ۵               | کرهٔ جنوبی       | ۱   | ۲    | ۰    | ۳     |
| ۶               | چین             | ۱   | ۱    | ۵    | ۷     |
| ۷               | تاجیکستان       | ۱   | ۰    | ۰    | ۱     |
| ۸               | ایران           | ۰   | ۱    | ۱    | ۲     |
| ۹               | لبنان           | ۰   | ۱    | ۰    | ۱     |
| ۱۰              | کرهٔ شمالی       | ۰   | ۰    | ۲    | ۲     |
| ۱۱              | اردن            | ۰   | ۰    | ۱    | ۱     |
| ۱۱              | تایوان          | ۰   | ۰    | ۱    | ۱     |
| ۱۱              | ترکمنستان       | ۰   | ۰    | ۱    | ۱     |
| ۱۱              | قرقیزستان       | ۰   | ۰    | ۱    | ۱     |
| مجموع (۱۴ کشور) | مجموع (۱۴ کشور) | ۱۶  | ۱۶   | ۳۲   | ۶۴    |